# Quick (film, 2011)
Pour plus de détails, voir Fiche technique et Distribution.
Quick (hangeul : 퀵, RR : Qwik) est une comédie d'action sud-coréenne réalisée par Jo Beom-goo, sortie en 2011.

## Synopsis
Le jeune Han Ki-su, motard talentueux et ex-leader d'un groupe de bikers, est désormais coursier/chauffeur à Séoul. Ses capacités de conducteur et son amour de la vitesse le rendent évidemment très populaire et lui permettent de gagner correctement sa vie.
Il mène ainsi une existence effrénée jusqu'au jour où il doit amener une jeune chanteuse, Ah-rom, à son concert. Cette dernière se révèle être une ancienne conquête, particulièrement rancunière pour la façon dont il l'a traité six ans auparavant ! 
La situation se complique encore lorsqu'il reçoit un appel : un mystérieux interlocuteur lui ordonne de livrer trois paquets, avec un délai de 30 minutes pour chaque livraison. Si Ki-su dépasse ce temps ou si Ah-rom tente d'enlever le casque truffé d'explosifs, ils mourront...

## Fiche technique
- Titre original : 퀵
- Titre international : Quick
- Réalisation : Jo Beom-goo
- Scénario : Park Su-jin
- Photographie : Young-Ho Kim
- Son : Kim Dong-Han, Seung-yeop Lee
- Montage : Min-kyung Shin
- Musique : Dalparan
- Production : Lee Sang-yong, Yoon Je-kyoon
- Société de production : JK Film
- Société de distribution : CJ Entertainment
- Pays d'origine :  Corée du Sud
- Langue originale : coréen
- Genre : action, comédie
- Durée : 115 minutes
- Dates de sortie :
  - Corée du Sud : 20 juillet 2011
  - France : 6 juillet 2012 en DVD et Blu-ray

## Distribution
- Lee Min-ki (V. F. : Yoann Sover) : Han Ki-su
- Kang Ye-won : Chun-shim / Ah-rom
- Kim In-kwon : Kim Myung-shik
- Ko Chang-seok (V. F. : Christophe Lemoine) : Detective Seo
- Yoon Je-moon : Jung In-hyuk
- Ju Jin-mo : Team leader Kim
- Ma Dong-seok : Kim Joo-chul
- Song Jae-ho : Kwak Han-soo
- Oh Jung-se : Park Dal-yong
- Kim Tae-woo : Junichi Watanabe
- Jeon Kuk-hwan : Masaaki Aikawa
- Choi Jae-sup : Manager

## Réception
Lors de sa première semaine d'exploitation, Quick se place directement en troisième position du box-office coréen estival (derrière la seconde partie d'Harry Potter et les Reliques de la Mort et Gojijeon), durant laquelle il rapporte plus de 4 milliards de won. Après sept semaines en salles, le film engrange 22 milliards de won.
Le magazine de cinéma Film Business Asia donne à Quick une note de sept sur dix et le compare aux longs-métrages produits par Luc Besson, soulignant qu'il s'agit d'un "film d'action rapide, furieux et (heureusement) drôle".